# Einband-Europameisterschaft 2004

Logo CEB (ausrichtender Verband)

Die Einband-Europameisterschaft 2004 war das 51. Turnier in dieser Disziplin des Karambolagebillards und fand vom 2. bis zum 7. Dezember 2003 in Cervera in der Provinz Saragossa statt. Die EM zählte zur Saison 2003/04. Es war die siebte Einband-Europameisterschaft in Spanien.

## Geschichte
Erstmals konnte ein Franzose die Einband-EM gewinnen. Alain Rémond spielte eine sehr starke Qualifikation und setzte diese Leistungen weiter in der Finalrunde fort. Im Halbfinale eliminierte er den 3-fachen Sieger der letzten Jahre Jean Paul de Bruijn mit 150:108 in 15 Aufnahmen und im Finale den zweiten Niederländer Michel van Silfhout mit 150:118 in 17 Aufnahmen. Damit war der Sieg hochverdient. In der Qualifikation war die Gruppe E mit Rémond einer Finalrunde würdig. Zweiter hinter Rémond, der 19,32 GD erreichte, wurde in dieser Gruppe der Schweizer Xavier Gretillat, der in zwei Partien einen GD von 21,33 spielte. Bester Deutscher wurde wieder einmal Fabian Blondeel als Fünfter. Ein sehr gutes Turnier spielte auch Axel Büscher, der erstmals das Hauptturnier erreichte.

## Turniermodus
Gespielt wurde eine Vor-Vor-Vor-Qualifikation mit 7 Gruppen à 1–3 Spielern, wovon sich die 7 Gruppensieger und für die Vor-Vor-Qualifikation qualifizierten. Dann wurden in der Haupt-Qualifikation wieder 7 Gruppen à 3 Teilnehmer gebildet, in denen 14 gesetzte Spieler nach CEB-Rangliste und die sieben Sieler der Vor-Qualifikation sieben Plätze für das Hauptturnier ausspielten. Der Titelverteidiger war für das Hauptturnier gesetzt. Jetzt wurden 2 Gruppen à 4 Spieler gebildet. In der Vorqualifikationen wurde bis 100 Punkte gespielt. Danach wurde in der Haupt-Qualifikation bis 125 Punkte und in der Endrunde bis 150 Punkte gespielt. Die Gruppenersten und die Gruppenzweiten spielten im KO-System den Sieger aus. Der dritte Platz wurde nicht mehr ausgespielt. Damit gab es zwei Drittplatzierte.
Bei MP-Gleichstand wird in folgender Reihenfolge gewertet:
1. MP = Matchpunkte
2. GD = Generaldurchschnitt
3. HS = Höchstserie

## Qualifikation

### Vor-Vor-Vor-Qualifikation
| MP    | Match Points (Sieger = 2; Unentschieden = 1; Verlierer = 0) |
| Pkte. | Erzielte Karambolagen                                       |
| Aufn. | Benötigte Versuche                                          |
| GD    | Generaldurchschnitt                                         |
| BED   | Bester Einzeldurchschnitt eines Spielers                    |
| HS    | Höchstserie                                                 |
|       | Bester GD des Turniers                                      |
|       | Bester ED des Turniers                                      |
|       | Beste HS des Turniers                                       |
|       | 1. Platz (Gold)                                             |
|       | 2. Platz (Silber)                                           |
|       | 3. Platz (Bronze)                                           |

| Abschlusstabelle Gruppe A | Abschlusstabelle Gruppe A | Abschlusstabelle Gruppe A | Abschlusstabelle Gruppe A | Abschlusstabelle Gruppe A | Abschlusstabelle Gruppe A | Abschlusstabelle Gruppe A | Abschlusstabelle Gruppe A |
| Platz                     | Name                      | MP                        | Pkte                      | Aufn.                     | GD                        | BED                       | HS                        |
| ------------------------- | ------------------------- | ------------------------- | ------------------------- | ------------------------- | ------------------------- | ------------------------- | ------------------------- |
| 1                         | Josep Ramon Molina        | 4:0                       | w.o                       |                           |                           |                           |                           |
| 2                         | José Luis Masegosa        | n. a.                     |                           |                           |                           |                           |                           |
| 3                         | Joaquim Carrás            | n. a.                     |                           |                           |                           |                           |                           |

| Abschlusstabelle Gruppe B | Abschlusstabelle Gruppe B | Abschlusstabelle Gruppe B | Abschlusstabelle Gruppe B | Abschlusstabelle Gruppe B | Abschlusstabelle Gruppe B | Abschlusstabelle Gruppe B | Abschlusstabelle Gruppe B |
| Platz                     | Name                      | MP                        | Pkte                      | Aufn.                     | GD                        | BED                       | HS                        |
| ------------------------- | ------------------------- | ------------------------- | ------------------------- | ------------------------- | ------------------------- | ------------------------- | ------------------------- |
| 1                         | Romá Perez                | 2:2                       | 196                       | 83                        | 2,36                      | 2,56                      | 14                        |
| 2                         | Jordi Gassó               | 2:2                       | 199                       | 89                        | 2,23                      | 2,27                      | 22                        |
| 3                         | Francisco Pallarés        | 2:2                       | 162                       | 84                        | 1,92                      | 2,22                      | 11                        |

| Abschlusstabelle Gruppe C | Abschlusstabelle Gruppe C | Abschlusstabelle Gruppe C | Abschlusstabelle Gruppe C | Abschlusstabelle Gruppe C | Abschlusstabelle Gruppe C | Abschlusstabelle Gruppe C | Abschlusstabelle Gruppe C |
| Platz                     | Name                      | MP                        | Pkte                      | Aufn.                     | GD                        | BED                       | HS                        |
| ------------------------- | ------------------------- | ------------------------- | ------------------------- | ------------------------- | ------------------------- | ------------------------- | ------------------------- |
| 1                         | José-Maria Más            | 4:0                       | 200                       | 81                        | 2,46                      | 2,56                      | 13                        |
| 2                         | Jordi Caillac             | 0:4                       | 149                       | 81                        | 1,83                      | –                         | 19                        |

| Abschlusstabelle Gruppe D | Abschlusstabelle Gruppe D | Abschlusstabelle Gruppe D | Abschlusstabelle Gruppe D | Abschlusstabelle Gruppe D | Abschlusstabelle Gruppe D | Abschlusstabelle Gruppe D | Abschlusstabelle Gruppe D |
| Platz                     | Name                      | MP                        | Pkte                      | Aufn.                     | GD                        | BED                       | HS                        |
| ------------------------- | ------------------------- | ------------------------- | ------------------------- | ------------------------- | ------------------------- | ------------------------- | ------------------------- |
| 1                         | Juan Carlos Pareras       | 4:0                       | 200                       | 61                        | 3,27                      | 3,70                      | 16                        |
| 2                         | Juan Navarró              | 2:2                       | 143                       | 49                        | 2,91                      | 4,54                      | 19                        |
| 3                         | Francisco X. Noró         | 0:4                       | 153                       | 56                        | 2,73                      | –                         | 13                        |

| Abschlusstabelle Gruppe E | Abschlusstabelle Gruppe E | Abschlusstabelle Gruppe E | Abschlusstabelle Gruppe E | Abschlusstabelle Gruppe E | Abschlusstabelle Gruppe E | Abschlusstabelle Gruppe E | Abschlusstabelle Gruppe E |
| Platz                     | Name                      | MP                        | Pkte                      | Aufn.                     | GD                        | BED                       | HS                        |
| ------------------------- | ------------------------- | ------------------------- | ------------------------- | ------------------------- | ------------------------- | ------------------------- | ------------------------- |
| 1                         | Dave Christiani           | 4:0                       | 200                       | 30                        | 6,66                      | 8,33                      | 41                        |
| 2                         | Raúl Cuenca               | 2:2                       | 180                       | 48                        | 3,75                      | 3,33                      | 20                        |
| 3                         | Jaume Vila                | 0:4                       | 101                       | 41                        | 2,40                      | –                         | 12                        |

| Abschlusstabelle Gruppe F | Abschlusstabelle Gruppe F | Abschlusstabelle Gruppe F | Abschlusstabelle Gruppe F | Abschlusstabelle Gruppe F | Abschlusstabelle Gruppe F | Abschlusstabelle Gruppe F | Abschlusstabelle Gruppe F |
| Platz                     | Name                      | MP                        | Pkte                      | Aufn.                     | GD                        | BED                       | HS                        |
| ------------------------- | ------------------------- | ------------------------- | ------------------------- | ------------------------- | ------------------------- | ------------------------- | ------------------------- |
| 1                         | Juan Bouterin             | 4:0                       | 200                       | 87                        | 2,29                      | 2,43                      | 15                        |
| 2                         | Isidro Robledo            | 2:2                       | 187                       | 88                        | 2,12                      | 2,12                      | 10                        |
| 3                         | Enrique Fernández         | 0:4                       | 153                       | 93                        | 1,64                      | –                         | 9                         |

| Abschlusstabelle Gruppe G | Abschlusstabelle Gruppe G | Abschlusstabelle Gruppe G | Abschlusstabelle Gruppe G | Abschlusstabelle Gruppe G | Abschlusstabelle Gruppe G | Abschlusstabelle Gruppe G | Abschlusstabelle Gruppe G |
| Platz                     | Name                      | MP                        | Pkte                      | Aufn.                     | GD                        | BED                       | HS                        |
| ------------------------- | ------------------------- | ------------------------- | ------------------------- | ------------------------- | ------------------------- | ------------------------- | ------------------------- |
| 1                         | Abelard Salvatierra       | 4:0                       | 200                       | 85                        | 2,35                      | 2,77                      | 18                        |
| 2                         | Antonio Varea             | 2:2                       | 166                       | 89                        | 1,86                      | 1,88                      | 13                        |
| 3                         | Salvador Marti            | 0:4                       | 157                       | 102                       | 1,53                      | –                         | 10                        |

### Vor-Vor-Qualifikation
| Abschlusstabelle Gruppe A | Abschlusstabelle Gruppe A | Abschlusstabelle Gruppe A | Abschlusstabelle Gruppe A | Abschlusstabelle Gruppe A | Abschlusstabelle Gruppe A | Abschlusstabelle Gruppe A | Abschlusstabelle Gruppe A |
| Platz                     | Name                      | MP                        | Pkte                      | Aufn.                     | GD                        | BED                       | HS                        |
| ------------------------- | ------------------------- | ------------------------- | ------------------------- | ------------------------- | ------------------------- | ------------------------- | ------------------------- |
| 1                         | Johann Petit              | 4:0                       | 100                       | 25                        | 4,00                      | 4,00                      | 19                        |
| 2                         | Raúl Cuenca               | 2:2                       | 53                        | 25                        | 2,12                      | –                         | 26                        |
| 3                         | ?                         | 0:4                       | ?                         | n. a.                     |                           |                           |                           |

| Abschlusstabelle Gruppe B | Abschlusstabelle Gruppe B | Abschlusstabelle Gruppe B | Abschlusstabelle Gruppe B | Abschlusstabelle Gruppe B | Abschlusstabelle Gruppe B | Abschlusstabelle Gruppe B | Abschlusstabelle Gruppe B |
| Platz                     | Name                      | MP                        | Pkte                      | Aufn.                     | GD                        | BED                       | HS                        |
| ------------------------- | ------------------------- | ------------------------- | ------------------------- | ------------------------- | ------------------------- | ------------------------- | ------------------------- |
| 1                         | Dave Christiani           | 4:0                       | 100                       | 11                        | 9,09                      | 9,09                      | 38                        |
| 2                         | Fabrice Puigvert          | 2:2                       | 44                        | 11                        | 4,00                      | –                         | 18                        |
| 3                         | Romá Perez                | n. a.                     |                           |                           |                           |                           |                           |

| Abschlusstabelle Gruppe C | Abschlusstabelle Gruppe C | Abschlusstabelle Gruppe C | Abschlusstabelle Gruppe C | Abschlusstabelle Gruppe C | Abschlusstabelle Gruppe C | Abschlusstabelle Gruppe C | Abschlusstabelle Gruppe C |
| Platz                     | Name                      | MP                        | Pkte                      | Aufn.                     | GD                        | BED                       | HS                        |
| ------------------------- | ------------------------- | ------------------------- | ------------------------- | ------------------------- | ------------------------- | ------------------------- | ------------------------- |
| 1                         | Antonio Gutierrez         | 4:0                       | 200                       | 57                        | 3,50                      | 3,57                      | 26                        |
| 2                         | David Jacquet             | 2:2                       | 189                       | 50                        | 3,78                      | 4,54                      | 28                        |
| 3                         | Josep Ramon Molina        | 0:4                       | 121                       | 51                        | 2,37                      | –                         | 13                        |

| Abschlusstabelle Gruppe D | Abschlusstabelle Gruppe D | Abschlusstabelle Gruppe D | Abschlusstabelle Gruppe D | Abschlusstabelle Gruppe D | Abschlusstabelle Gruppe D | Abschlusstabelle Gruppe D | Abschlusstabelle Gruppe D |
| Platz                     | Name                      | MP                        | Pkte                      | Aufn.                     | GD                        | BED                       | HS                        |
| ------------------------- | ------------------------- | ------------------------- | ------------------------- | ------------------------- | ------------------------- | ------------------------- | ------------------------- |
| 1                         | Jean Arnaud               | 4:0                       | 200                       | 41                        | 4,87                      | 5,00                      | 24                        |
| 2                         | Juan Espinasa             | 2:2                       | 169                       | 40                        | 4,22                      | 5,00                      | 25                        |
| 3                         | Juan Bouterin             | 0:4                       | 119                       | 41                        | 2,90                      | –                         | 11                        |

| Abschlusstabelle Gruppe E | Abschlusstabelle Gruppe E | Abschlusstabelle Gruppe E | Abschlusstabelle Gruppe E | Abschlusstabelle Gruppe E | Abschlusstabelle Gruppe E | Abschlusstabelle Gruppe E | Abschlusstabelle Gruppe E |
| Platz                     | Name                      | MP                        | Pkte                      | Aufn.                     | GD                        | BED                       | HS                        |
| ------------------------- | ------------------------- | ------------------------- | ------------------------- | ------------------------- | ------------------------- | ------------------------- | ------------------------- |
| 1                         | Laurent Guénet            | 4:0                       | 200                       | 39                        | 5,12                      | 7,14                      | 35                        |
| 2                         | Ricard Arnau              | 2:2                       | 152                       | 38                        | 4,00                      | 4,16                      | 22                        |
| 3                         | Abelard Salvatierra       | 0:4                       | 79                        | 49                        | 1,61                      | –                         | 8                         |

| Abschlusstabelle Gruppe F | Abschlusstabelle Gruppe F | Abschlusstabelle Gruppe F | Abschlusstabelle Gruppe F | Abschlusstabelle Gruppe F | Abschlusstabelle Gruppe F | Abschlusstabelle Gruppe F | Abschlusstabelle Gruppe F |
| Platz                     | Name                      | MP                        | Pkte                      | Aufn.                     | GD                        | BED                       | HS                        |
| ------------------------- | ------------------------- | ------------------------- | ------------------------- | ------------------------- | ------------------------- | ------------------------- | ------------------------- |
| 1                         | Jérémie Picart            | 4:0                       | 200                       | 39                        | 5,12                      | 9,09                      | 21                        |
| 2                         | José-Maria Más            | 2:2                       | 163                       | 67                        | 2,43                      | 2,56                      | 10                        |
| 3                         | Abdel Hamid Halawa        | 0:4                       | 118                       | 50                        | 2,36                      | –                         | 17                        |

| Abschlusstabelle Gruppe G | Abschlusstabelle Gruppe G | Abschlusstabelle Gruppe G | Abschlusstabelle Gruppe G | Abschlusstabelle Gruppe G | Abschlusstabelle Gruppe G | Abschlusstabelle Gruppe G | Abschlusstabelle Gruppe G |
| Platz                     | Name                      | MP                        | Pkte                      | Aufn.                     | GD                        | BED                       | HS                        |
| ------------------------- | ------------------------- | ------------------------- | ------------------------- | ------------------------- | ------------------------- | ------------------------- | ------------------------- |
| 1                         | N. Gerassimopoulos        | 2:2                       | 189                       | 30                        | 6,30                      | 5,88                      | 27                        |
| 2                         | Robert Pragst             | 2:2                       | 193                       | 31                        | 6,22                      | 7,69                      | 31                        |
| 3                         | Juan Carlos Pareras       | 2:2                       | 159                       | 35                        | 4,54                      | 5,55                      | 20                        |

Anmerkung: Einige Spieler sind nicht angetreten. Die Partien wurden mit 2:0 Matchpunkten für den Gegner gewertet.

### Vor-Qualifikation
| Abschlusstabelle Gruppe A | Abschlusstabelle Gruppe A | Abschlusstabelle Gruppe A | Abschlusstabelle Gruppe A | Abschlusstabelle Gruppe A | Abschlusstabelle Gruppe A | Abschlusstabelle Gruppe A | Abschlusstabelle Gruppe A |
| Platz                     | Name                      | MP                        | Pkte                      | Aufn.                     | GD                        | BED                       | HS                        |
| ------------------------- | ------------------------- | ------------------------- | ------------------------- | ------------------------- | ------------------------- | ------------------------- | ------------------------- |
| 1                         | Arnim Kahofer             | 2:2                       | 195                       | 24                        | 8,12                      | 5,88                      | 47                        |
| 2                         | Robert Pragst             | 2:2                       | 133                       | 19                        | 7,00                      | 14,28                     | 47                        |
| 3                         | Dave Christiani           | 2:2                       | 163                       | 29                        | 5,62                      | 8,33                      | 53                        |

| Abschlusstabelle Gruppe B | Abschlusstabelle Gruppe B | Abschlusstabelle Gruppe B | Abschlusstabelle Gruppe B | Abschlusstabelle Gruppe B | Abschlusstabelle Gruppe B | Abschlusstabelle Gruppe B | Abschlusstabelle Gruppe B |
| Platz                     | Name                      | MP                        | Pkte                      | Aufn.                     | GD                        | BED                       | HS                        |
| ------------------------- | ------------------------- | ------------------------- | ------------------------- | ------------------------- | ------------------------- | ------------------------- | ------------------------- |
| 1                         | Fabian Blondeel           | 4:0                       | 200                       | 24                        | 8,33                      | 9,09                      | 31                        |
| 2                         | Bernard Villiers          | 1:3                       | 165                       | 38                        | 4,34                      | 4,00                      | 18                        |
| 3                         | Antonio Gutierrez         | 1:3                       | 151                       | 36                        | 4,19                      | 4,00                      | 24                        |

| Abschlusstabelle Gruppe C | Abschlusstabelle Gruppe C | Abschlusstabelle Gruppe C | Abschlusstabelle Gruppe C | Abschlusstabelle Gruppe C | Abschlusstabelle Gruppe C | Abschlusstabelle Gruppe C | Abschlusstabelle Gruppe C |
| Platz                     | Name                      | MP                        | Pkte                      | Aufn.                     | GD                        | BED                       | HS                        |
| ------------------------- | ------------------------- | ------------------------- | ------------------------- | ------------------------- | ------------------------- | ------------------------- | ------------------------- |
| 1                         | N. Gerassimopoulos        | 4:0                       | 200                       | 48                        | 4,16                      | 5,55                      | 42                        |
| 2                         | Marek Faus                | 2:2                       | 184                       | 47                        | 3,91                      | 5,88                      | 26                        |
| 3                         | José Albert               | 0:4                       | 129                       | 35                        | 3,68                      | –                         | 21                        |

| Abschlusstabelle Gruppe D | Abschlusstabelle Gruppe D | Abschlusstabelle Gruppe D | Abschlusstabelle Gruppe D | Abschlusstabelle Gruppe D | Abschlusstabelle Gruppe D | Abschlusstabelle Gruppe D | Abschlusstabelle Gruppe D |
| Platz                     | Name                      | MP                        | Pkte                      | Aufn.                     | GD                        | BED                       | HS                        |
| ------------------------- | ------------------------- | ------------------------- | ------------------------- | ------------------------- | ------------------------- | ------------------------- | ------------------------- |
| 1                         | Wolfgang Zenkner          | 4:0                       | 200                       | 21                        | 9,52                      | 14,28                     | 29                        |
| 2                         | Xavier le Roy             | 2:2                       | 154                       | 31                        | 4,96                      | 5,88                      | 20                        |
| 3                         | Johann Petit              | 0:4                       | 123                       | 24                        | 5,12                      | –                         | 27                        |

| Abschlusstabelle Gruppe E | Abschlusstabelle Gruppe E | Abschlusstabelle Gruppe E | Abschlusstabelle Gruppe E | Abschlusstabelle Gruppe E | Abschlusstabelle Gruppe E | Abschlusstabelle Gruppe E | Abschlusstabelle Gruppe E |
| Platz                     | Name                      | MP                        | Pkte                      | Aufn.                     | GD                        | BED                       | HS                        |
| ------------------------- | ------------------------- | ------------------------- | ------------------------- | ------------------------- | ------------------------- | ------------------------- | ------------------------- |
| 1                         | Eric Castener             | 4:0                       | 200                       | 30                        | 6,66                      | 11,11                     | 32                        |
| 2                         | Patrick Niessen           | 2:2                       | 132                       | 35                        | 3,77                      | 3,84                      | 24                        |
| 3                         | Jean Arnaud               | 0:4                       | 172                       | 47                        | 3,65                      | –                         | 19                        |

| Abschlusstabelle Gruppe F | Abschlusstabelle Gruppe F | Abschlusstabelle Gruppe F | Abschlusstabelle Gruppe F | Abschlusstabelle Gruppe F | Abschlusstabelle Gruppe F | Abschlusstabelle Gruppe F | Abschlusstabelle Gruppe F |
| Platz                     | Name                      | MP                        | Pkte                      | Aufn.                     | GD                        | BED                       | HS                        |
| ------------------------- | ------------------------- | ------------------------- | ------------------------- | ------------------------- | ------------------------- | ------------------------- | ------------------------- |
| 1                         | Ferdinand Polman          | 4:0                       | 200                       | 21                        | 9,52                      | 11,11                     | 38                        |
| 2                         | Claude Bauduin            | 2:2                       | 188                       | 23                        | 8,17                      | 7,14                      | 32                        |
| 3                         | Jérémie Picart            | 0:4                       | 116                       | 26                        | 4,46                      | –                         | 37                        |

| Abschlusstabelle Gruppe G | Abschlusstabelle Gruppe G | Abschlusstabelle Gruppe G | Abschlusstabelle Gruppe G | Abschlusstabelle Gruppe G | Abschlusstabelle Gruppe G | Abschlusstabelle Gruppe G | Abschlusstabelle Gruppe G |
| Platz                     | Name                      | MP                        | Pkte                      | Aufn.                     | GD                        | BED                       | HS                        |
| ------------------------- | ------------------------- | ------------------------- | ------------------------- | ------------------------- | ------------------------- | ------------------------- | ------------------------- |
| 1                         | Esteve Mata               | 2:2                       | 188                       | 33                        | 5,69                      | 7,69                      | 43                        |
| 2                         | Laurent Guénet            | 2:2                       | 157                       | 30                        | 5,23                      | 5,88                      | 28                        |
| 3                         | Bernard Baudoin           | 2:2                       | 181                       | 37                        | 4,89                      | 5,00                      | 24                        |

### Haupt-Qualifikation
| Abschlusstabelle Gruppe A | Abschlusstabelle Gruppe A | Abschlusstabelle Gruppe A | Abschlusstabelle Gruppe A | Abschlusstabelle Gruppe A | Abschlusstabelle Gruppe A | Abschlusstabelle Gruppe A | Abschlusstabelle Gruppe A |
| Platz                     | Name                      | MP                        | Pkte                      | Aufn.                     | GD                        | BED                       | HS                        |
| ------------------------- | ------------------------- | ------------------------- | ------------------------- | ------------------------- | ------------------------- | ------------------------- | ------------------------- |
| 1                         | Arnim Kahofer             | 4:0                       | 250                       | 26                        | 9,61                      | 9,61                      | 49                        |
| 2                         | Jordi Amell               | 2:2                       | 209                       | 30                        | 6,96                      | 7,35                      | 31                        |
| 3                         | Ad Klijn                  | 0:4                       | 193                       | 30                        | 6,43                      | –                         | 20                        |

| Abschlusstabelle Gruppe B | Abschlusstabelle Gruppe B | Abschlusstabelle Gruppe B | Abschlusstabelle Gruppe B | Abschlusstabelle Gruppe B | Abschlusstabelle Gruppe B | Abschlusstabelle Gruppe B | Abschlusstabelle Gruppe B |
| Platz                     | Name                      | MP                        | Pkte                      | Aufn.                     | GD                        | BED                       | HS                        |
| ------------------------- | ------------------------- | ------------------------- | ------------------------- | ------------------------- | ------------------------- | ------------------------- | ------------------------- |
| 1                         | Peter de Backer           | 2:2                       | 189                       | 23                        | 8,21                      | 13,88                     | 38                        |
| 2                         | Martien van der Spoel     | 2:2                       | 240                       | 39                        | 6,15                      | 4,16                      | 38                        |
| 3                         | Esteve Mata               | 2:2                       | 230                       | 44                        | 5,22                      | 8,92                      | 40                        |

| Abschlusstabelle Gruppe C | Abschlusstabelle Gruppe C | Abschlusstabelle Gruppe C | Abschlusstabelle Gruppe C | Abschlusstabelle Gruppe C | Abschlusstabelle Gruppe C | Abschlusstabelle Gruppe C | Abschlusstabelle Gruppe C |
| Platz                     | Name                      | MP                        | Pkte                      | Aufn.                     | GD                        | BED                       | HS                        |
| ------------------------- | ------------------------- | ------------------------- | ------------------------- | ------------------------- | ------------------------- | ------------------------- | ------------------------- |
| 1                         | Axel Büscher              | 4:0                       | 250                       | 26                        | 9,61                      | 12,50                     | 70                        |
| 2                         | Rafael Garcia             | 2:2                       | 206                       | 28                        | 7,35                      | 10,41                     | 51                        |
| 3                         | N. Gerassimopoulos        | 0:4                       | 141                       | 22                        | 6,40                      | –                         | 28                        |

| Abschlusstabelle Gruppe D | Abschlusstabelle Gruppe D | Abschlusstabelle Gruppe D | Abschlusstabelle Gruppe D | Abschlusstabelle Gruppe D | Abschlusstabelle Gruppe D | Abschlusstabelle Gruppe D | Abschlusstabelle Gruppe D |
| Platz                     | Name                      | MP                        | Pkte                      | Aufn.                     | GD                        | BED                       | HS                        |
| ------------------------- | ------------------------- | ------------------------- | ------------------------- | ------------------------- | ------------------------- | ------------------------- | ------------------------- |
| 1                         | Michel van Silfhout       | 4:0                       | 250                       | 39                        | 6,41                      | 11,36                     | 39                        |
| 2                         | Eric Castener             | 2:2                       | 215                       | 43                        | 5,00                      | 8,33                      | 30                        |
| 3                         | Johan Claessen            | 0:4                       | 97                        | 26                        | 3,73                      | –                         | 19                        |

| Abschlusstabelle Gruppe E | Abschlusstabelle Gruppe E | Abschlusstabelle Gruppe E | Abschlusstabelle Gruppe E | Abschlusstabelle Gruppe E | Abschlusstabelle Gruppe E | Abschlusstabelle Gruppe E | Abschlusstabelle Gruppe E |
| Platz                     | Name                      | MP                        | Pkte                      | Aufn.                     | GD                        | BED                       | HS                        |
| ------------------------- | ------------------------- | ------------------------- | ------------------------- | ------------------------- | ------------------------- | ------------------------- | ------------------------- |
| 1                         | Alain Rémond              | 4:0                       | 250                       | 13                        | 19,23                     | 41,66                     | 100                       |
| 2                         | Xavier Gretillat          | 2:2                       | 128                       | 6                         | 21,33                     | 41,66                     | 99                        |
| 3                         | Ferdinand Polman          | 0:4                       | 188                       | 13                        | 14,46                     | –                         | 45                        |

| Abschlusstabelle Gruppe F | Abschlusstabelle Gruppe F | Abschlusstabelle Gruppe F | Abschlusstabelle Gruppe F | Abschlusstabelle Gruppe F | Abschlusstabelle Gruppe F | Abschlusstabelle Gruppe F | Abschlusstabelle Gruppe F |
| Platz                     | Name                      | MP                        | Pkte                      | Aufn.                     | GD                        | BED                       | HS                        |
| ------------------------- | ------------------------- | ------------------------- | ------------------------- | ------------------------- | ------------------------- | ------------------------- | ------------------------- |
| 1                         | Fabian Blondeel           | 4:0                       | 250                       | 28                        | 8,92                      | 11,36                     | 85                        |
| 2                         | Louis Edelin              | 2:2                       | 228                       | 26                        | 8,76                      | 8,33                      | 30                        |
| 3                         | Davy van Geel             | 0:4                       | 172                       | 32                        | 5,37                      | –                         | 20                        |

| Abschlusstabelle Gruppe G | Abschlusstabelle Gruppe G | Abschlusstabelle Gruppe G | Abschlusstabelle Gruppe G | Abschlusstabelle Gruppe G | Abschlusstabelle Gruppe G | Abschlusstabelle Gruppe G | Abschlusstabelle Gruppe G |
| Platz                     | Name                      | MP                        | Pkte                      | Aufn.                     | GD                        | BED                       | HS                        |
| ------------------------- | ------------------------- | ------------------------- | ------------------------- | ------------------------- | ------------------------- | ------------------------- | ------------------------- |
| 1                         | Francisco Fortiana        | 4:0                       | 250                       | 41                        | 6,09                      | 7,35                      | 37                        |
| 2                         | Wolfgang Zenkner          | 2:2                       | 227                       | 30                        | 7,56                      | 9,61                      | 63                        |
| 3                         | Henri Tilleman            | 0:4                       | 224                       | 37                        | 6,05                      | –                         | 55                        |

## Hauptturnier

### Gruppenphase
| Abschlusstabelle Gruppe A | Abschlusstabelle Gruppe A | Abschlusstabelle Gruppe A | Abschlusstabelle Gruppe A | Abschlusstabelle Gruppe A | Abschlusstabelle Gruppe A | Abschlusstabelle Gruppe A | Abschlusstabelle Gruppe A |
| Platz                     | Name                      | MP                        | Pkte                      | Aufn.                     | GD                        | BED                       | HS                        |
| ------------------------- | ------------------------- | ------------------------- | ------------------------- | ------------------------- | ------------------------- | ------------------------- | ------------------------- |
| 1                         | Peter de Backer           | 5:1                       | 450                       | 45                        | 10,00                     | 11,53                     | 58                        |
| 2                         | Jean Paul de Bruijn       | 4:2                       | 406                       | 37                        | 10,97                     | 21,42                     | 98                        |
| 3                         | Fabian Blondeel           | 3:3                       | 440                       | 46                        | 9,56                      | 9,37                      | 60                        |
| 4                         | Arnim Kahofer             | 0:6                       | 260                       | 36                        | 7,22                      | –                         | 40                        |

| Abschlusstabelle Gruppe B | Abschlusstabelle Gruppe B | Abschlusstabelle Gruppe B | Abschlusstabelle Gruppe B | Abschlusstabelle Gruppe B | Abschlusstabelle Gruppe B | Abschlusstabelle Gruppe B | Abschlusstabelle Gruppe B |
| Platz                     | Name                      | MP                        | Pkte                      | Aufn.                     | GD                        | BED                       | HS                        |
| ------------------------- | ------------------------- | ------------------------- | ------------------------- | ------------------------- | ------------------------- | ------------------------- | ------------------------- |
| 1                         | Alain Rémond              | 6:0                       | 450                       | 40                        | 11,25                     | 15,00                     | 48                        |
| 2                         | Michel van Silfhout       | 4:2                       | 436                       | 44                        | 9,90                      | 11,53                     | 48                        |
| 3                         | Francisco Fortiana        | 2:4                       | 343                       | 54                        | 6,35                      | 5,76                      | 37                        |
| 4                         | Axel Büscher              | 0:6                       | 225                       | 42                        | 4,90                      | –                         | 33                        |

### KO-Phase
|  | Halbfinale          | Halbfinale | Halbfinale | Halbfinale | Halbfinale | Halbfinale |              |                     | Finale | Finale | Finale | Finale | Finale | Finale |
|  |                     |            |            |            |            |            |              |                     |        |        |        |        |        |        |
|  |                     | MP         | Pkt.       | Aufn.      | GD         | HS         |              |                     |        |        |        |        |        |        |
|  |                     | MP         | Pkt.       | Aufn.      | GD         | HS         |              |                     |        |        |        |        |        |        |
|  | Alain Rémond        | 2          | 150        | 10         | 15,00      | 42         |              |                     |        |        |        |        |        |        |
|  | Alain Rémond        | 2          | 150        | 10         | 15,00      | 42         |              | MP                  | Pkt.   | Aufn.  | GD     | HS     |        |        |
|  | Jean Paul de Bruijn | 0          | 108        | 10         | 10,80      | 48         |              | MP                  | Pkt.   | Aufn.  | GD     | HS     |        |        |
|  | Jean Paul de Bruijn | 0          | 108        | 10         | 10,80      | 48         | Alain Rémond | 2                   | 150    | 17     | 8,82   | 53     |        |        |
|  |                     | MP         | Pkt.       | Aufn.      | GD         | HS         | Alain Rémond | 2                   | 150    | 17     | 8,82   | 53     |        |        |
|  |                     | MP         | Pkt.       | Aufn.      | GD         | HS         |              | Michel van Silfhout | 0      | 118    | 17     | 6,94   | 36     |        |
|  | Peter de Backer     | 0          | 146        | 13         | 11,23      | 60         |              | Michel van Silfhout | 0      | 118    | 17     | 6,94   | 36     |        |
|  | Peter de Backer     | 0          | 146        | 13         | 11,23      | 60         |              |                     |        |        |        |        |        |        |
|  | Michel van Silfhout | 2          | 150        | 13         | 11,53      | 40         |              |                     |        |        |        |        |        |        |
|  | Michel van Silfhout | 2          | 150        | 13         | 11,53      | 40         |              |                     |        |        |        |        |        |        |

## Abschlusstabelle
| MP    | Match Points (Sieger = 2; Unentschieden = 1; Verlierer = 0) |
| Pkte. | Erzielte Karambolagen                                       |
| Aufn. | Benötigte Versuche                                          |
| GD    | Generaldurchschnitt                                         |
| BED   | Bester Einzeldurchschnitt eines Spielers                    |
| HS    | Höchstserie                                                 |
|       | Bester GD des Turniers                                      |
|       | Bester ED des Turniers                                      |
|       | Beste HS des Turniers                                       |
|       | 1. Platz (Gold)                                             |
|       | 2. Platz (Silber)                                           |
|       | 3. Platz (Bronze)                                           |

| Phase                               | Platz | Name                | MP   | Pkt. | Aufn. | GD    | BED   | HS  |
| ----------------------------------- | ----- | ------------------- | ---- | ---- | ----- | ----- | ----- | --- |
| Finale                              | 1     | Alain Rémond        | 10:0 | 750  | 67    | 11,19 | 15,00 | 100 |
| Finale                              | 2     | Michel van Silfhout | 6:4  | 704  | 74    | 9,51  | 11,53 | 48  |
| Halb- finale                        | 3     | Peter de Backer     | 5:3  | 596  | 58    | 10,27 | 11,53 | 60  |
| Halb- finale                        | 3     | Jean Paul de Bruijn | 4:4  | 514  | 47    | 10,93 | 21,42 | 98  |
| Gruppen- phase                      | 5     | Fabian Blondeel     | 3:3  | 440  | 46    | 9,56  | 9,37  | 85  |
| Gruppen- phase                      | 6     | Francisco Fortiana  | 2:4  | 343  | 54    | 6,35  | 5,76  | 37  |
| Gruppen- phase                      | 7     | Arnim Kahofer       | 0:6  | 260  | 36    | 7,22  | –     | 49  |
| Gruppen- phase                      | 8     | Axel Büscher        | 0:6  | 225  | 42    | 4,90  | –     | 70  |
| Turnierdurchschnitt: Endrunde: 8,89 |       |                     |      |      |       |       |       |     |